# 鸽仔豆
鸽仔豆（学名：Dunbaria henryi）为豆科野扁豆属下的一个种。

## 扩展阅读
- 維基物種上的相關：鸽仔豆